# Экклстон, Кристофер
Кри́стофер Э́кклстон (англ. Christopher Eccleston; род. 16 февраля 1964, Солфорд, Ланкашир (ныне Большой Манчестер), Англия) — английский актёр театра, кино и телевидения. Наиболее известен своими ролями в таких фильмах, как «Неглубокая могила», «Елизавета», «28 дней спустя» и «Бросок кобры». В 2005 году Экклстон исполнил роль девятой инкарнации Доктора в телесериале «Доктор Кто».
Кристофер Экклстон также сыграл роль человека-невидимки Клода в фантастическом телесериале «Герои».

## Биография
Экклстон родился 16 февраля 1964 года в городе Солфорд, Большой Манчестер, Северная Англия, в семье рабочих и является самым младшим из трёх братьев. Учился в Солфордском техническом колледже. У Экклстона есть два брата-близнеца, старше его на восемь лет; один из них — Алан — снимался вместе с ним в фильме «Сердце» («Heart»). С детства он мечтал играть за футбольный клуб «Манчестер Юнайтед». Однако поняв, что его призвание актёрское мастерство, и что актёр из него получится лучший, чем футболист, он принялся претворять свою идею в жизнь. Обучался Кристофер в Центральной школе ораторского искусства и драмы (Central School of Speech and Drama, Лондон). Участвовал в классических пьесах Шекспира, Мольера, Чехова. Безработный, в течение нескольких лет после окончания его дебюта в «Bristol Old Vic’s production of A Streetcar Named Desire» подрабатывал в супермаркетах и позировал как модель художника.

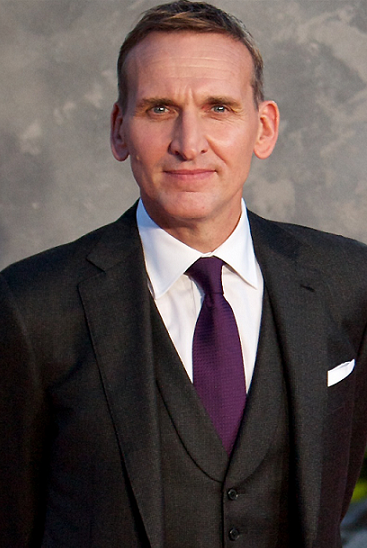
Экклстон в 2013 году

Первый фильм с Кристофером Экклстоном вышел в 1991 — «Пусть получит своё». Его герой Дерек Бентли, эпилептик и психопат, сам фильм основан на реальных событиях.
Позже он сыграл роль в телевизионном сериале «Метод Крекера» (1993—1994) — и хотя его персонаж детектив Дэвид Билборо умирает в начале первого сезона, его заметили и запомнили как актёра.
Немного спустя он снялся у Дэнни Бойла в малобюджетном фильме «Неглубокая могила» («Shallow Grave») вместе с Юэном Макгрегором. В том же году он получил первую номинацию на BAFTA TV Award за роль Ники Хатчинсона в сделавшей его популярной телесаге Би-Би-Си-2 «Наши северные друзья» («Our Friends in the North»).
Роль Стивена Бакстера в мини-сериале «Второе пришествие» принесла ему вторую номинацию на BAFTA TV Award в категории «Лучший актёр», но он проиграл её Биллу Найи, который позже также пробовался на роль Девятого Доктора.
Его партнёршами по фильмам были такие голливудские актрисы как Рене Зеллвегер в фильме «Цена рубинов» («A Price Above Rubies») и Камерон Диас — «Невидимый цирк» («The Invisible Circus»).

## Личная жизнь
О личной жизни актёра известно немного. В частности то, что Экклстон атеист, хоть его мать и была верующей. Он является преданным болельщиком «Манчестер Юнайтед», ежегодно участвует в марафонских забегах, занимается благотворительностью («Mencap» и «British Red Cross»).
Кристофер Экклстон женат, в феврале 2012 года родился его первый ребёнок, Альберт. В сентябре 2013 года у актёра родилась дочь, которую назвали Эсме.

## Фильмография
| Год       |     | Русское название                    | Оригинальное название               | Роль                      |
| --------- | --- | ----------------------------------- | ----------------------------------- | ------------------------- |
| 1990      | тф  |                                     | Blood Rights                        | Дик                       |
| 1990      | с   | Катастрофа                          | Casualty                            | Стивен Хиллс              |
| 1991      | ф   | Пусть получит своё                  | Let Him Have It                     | Дерек Бентли              |
| 1991      | с   | Инспектор Морс                      | Inspector Morse                     | Терренс Митчелл           |
| 1991      | с   | Законник                            | Chancer                             | радио                     |
| 1991      | с   | Бун                                 | Boon                                | Марк                      |
| 1992      | кор | Мечта Рэйчел                        | Rachel's Dream                      | человек из грёз           |
| 1992      | ф   | Смерть и компас                     | Death and the Compass               | Алонзо Цунц               |
| 1992      | с   | Пуаро                               | Poirot                              | Фрэнк Картер              |
| 1992      | с   |                                     | Friday on My Mind                   | Шон Мэддокс               |
| 1992      | тф  |                                     | Business with Friends               | Энджел Моррис             |
| 1993      | ф   | Отшельница                          | Anchoress                           | священник                 |
| 1993—1994 | с   | Метод Крекера                       | Cracker                             | детектив Дэвид Билборо    |
| 1994      | ф   | Неглубокая могила                   | Shallow Grave                       | Дэвид                     |
| 1996      | ф   | Джуд                                | Jude                                | Джуд Фоули                |
| 1996      | с   | Наши друзья на Севере               | Our Friends in the North            | Ники Хатчинсон            |
| 1996      | тф  | Хиллсборо                           | Hillsborough                        | Тревор Хикс               |
| 1998      | ф   | Елизавета                           | Elizabeth                           | герцог Норфолк            |
| 1998      | ф   | Цена рубинов                        | A Price Above Rubies                | Сендер Хоровиц            |
| 1999      | ф   | Сердце                              | Heart                               | Гэри Эллис                |
| 1999      | ф   | Экзистенция                         | eXistenZ                            | глава семинара            |
| 1999      | ф   | С тобой или без тебя                | With or Without You                 | Винсент Бойд              |
| 1999      | тф  |                                     | Killing Time: The Millennium Poem   | мужчина тысячелетия       |
| 2000      | с   |                                     | Clocking Off                        | Джим Калверт              |
| 2000      | мтф | Великие путешественники             | Wilderness Men                      | Александр фон Гумбольдт   |
| 2000      | ф   | Угнать за 60 секунд                 | Gone in Sixty Seconds               | Рэймонд Калитри           |
| 2000      | кор |                                     | The Tyre                            | продавец                  |
| 2001      | тф  |                                     | Strumpet                            | Стрэйман                  |
| 2001      | ф   | Другие                              | The Others                          | Чарльз Стюарт             |
| 2001      | ф   | Невидимый цирк                      | The Invisible Circus                | Вольф                     |
| 2001      | кор | Маленькая свинка                    | This Little Piggy                   | Кэбби                     |
| 2001      | с   | Линда Грин                          | Linda Green                         | Том Шерри / Нил Шерри     |
| 2001      | тф  | Отелло                              | Othello                             | Бен Джаго                 |
| 2002      | тф  | Воскресение                         | Sunday                              | генерал Форд              |
| 2002      | тф  | Король и мы                         | The King and Us                     | Энтони                    |
| 2002      | тф  | Плоть и кровь                       | Flesh and Blood                     | Джо Браутон               |
| 2002      | с   | Лига джентльменов                   | The League of Gentlemen             | Дугал Сиепп               |
| 2002      | ф   | Круглосуточные тусовщики            | 24 Hour Party People                | Боитиус                   |
| 2002      | ф   | Я — Дина                            | I Am Dina                           | Лев Жуковский             |
| 2002      | ф   | Трагедия мстителей                  | Revengers Tragedy                   | Виндич                    |
| 2002      | ф   | 28 дней спустя                      | 28 Days Later                       | майор Генри Вест          |
| 2003      | мтф | Второе пришествие                   | The Second Coming                   | Стивен Бакстер            |
| 2005      | с   | Доктор Кто                          | Doctor Who                          | Девятый Доктор            |
| 2005      | с   | Top Gear                            | Top Gear                            | камео                     |
| 2006      | тф  | Идеальные родители                  | Perfect Parents                     | Стюарт                    |
| 2007      | с   | Герои                               | Heroes                              | Клод Рейнс                |
| 2007      | ф   | Восход тьмы                         | The Seeker: The Dark Is Rising      | Всадник                   |
| 2008      | с   | Программа Сары Сильверман           | The Sarah Silverman Program         | доктор Лейзер Рейдж       |
| 2008      | ф   | Новый Орлеан, любовь моя            | New Orleans, Mon Amour              | доктор Генри              |
| 2009      | ф   | Бросок кобры                        | G.I. Joe: The Rise of Cobra         | Джеймс Маккаллен / Дестро |
| 2009      | ф   | Амелия                              | Amelia                              | Фред Нунан                |
| 2010      | тф  | Леннон без прикрас                  | Lennon Naked                        | Джон Леннон               |
| 2010      | с   | Обвиняемые                          | Accused                             | Вилли Хоулиан             |
| 2010      | кор | Счастье продавца                    | The Happiness Salesman              | продавец                  |
| 2011      | мтф | Граница тени                        | The Shadow Line                     | Джозеф Бед                |
| 2011      | тф  | Добывайки                           | The Borrowers                       | Под Клок                  |
| 2012      | с   | Отключка                            | Blackout                            | Дэниэл Демойз             |
| 2012      | ф   | Песня для Марион                    | Song for Marion                     | Джеймс                    |
| 2013      | ф   | Тор 2: Царство тьмы                 | Thor: The Dark World                | Малекит                   |
| 2014      | с   | Оставленные                         | The Leftovers                       | Мэтт Джемисон             |
| 2015      | ф   | Легенда                             | Legend                              | Леонард «Ниппер» Рид      |
| 2015      | с   | Фортитьюд                           | Fortitude                           | профессор Чарли Стоддарт  |
| 2015      | ки  | Lego Dimensions                     | Lego Dimensions                     | Девятый Доктор            |
| 2018      | ф   | Вы умрёте, или мы вернём вам деньги | Dead In A Week (Or Your Money Back) | Харви                     |
| 2018      | ф   | Где соприкасаются руки              | Where Hands Touch                   | Хайнц                     |
| 2018      | тф  | Король Лир                          | King Lear                           | Освальд                   |
| 2023      | ф   | Девушка и море                      | Young Woman and the Sea             |                           |
| 2024      | с   | Настоящий детектив                  | True Detective                      | капитан Тед Коннелли      |

## Радио
- Room of Leaves (Frank) (1998)
- Pig Paradise (Jack) (1998)
- Some Fantastic Place (Ведущий) (2001)
- Bayeux Tapestry (Harold) (2001)
- The Importance of Being Morrissey (Ведущий) (2002)
- Iliad (Achilles) (2002)
- Cromwell — Warts and All (Ведущий) (2003)
- Life Half Spent (Roger) (2004)
- Crossing the Dark Sea (Squaddie) (2005)
- Sacred Nation (Ведущий) (2005)
- Born to be Different (Ведущий) (2005)
- A Day in the Death of Joe Egg (Brian) (2005)
- E=mc² (Ведущий) (2005)
- Dubai Dreams (Ведущий) (2005)
- Wanted: New Mum and Dad (Ведущий) (2005)
- Children in Need (Ведущий) (2005)
- This Sceptred Isle (Various Characters) (2005)
- The 1970s: That Was The Decade That was (Ведущий) (2006)
- The Devil’s Christmas (Ведущий) (2008)
- Wounded (Ведущий) (2009)

## Театр
- A Streetcar Named Desire (Pablo Gonzallez) (1988) — Bristol Old Vic
- Woyzeck (Woyzeck) — Birmingham Rep
- The Wonder — Gate Theatre
- Doña Rosita the Spinster — Bristol Old Vic
- Bent (1990) — National Theatre
- Abingdon Square (1990) — National Theatre/Shared Experience
- Aide-Memoire (1990) — Royal Court Theatre
- Encounters — National Theatre Studio
- Waiting At The Water’s Edge (Will) (1993) — Bush Theatre
- Miss Julie (Jean) (2000) — Haymarket Theatre
- Hamlet (Hamlet) (2002) — West Yorkshire Playhouse
- Electricity (Jakey) (2004) — West Yorkshire Playhouse
- A Doll’s House (Neil Kelman) (2009) — Donmar Warehouse

## Награды и номинации
- 1997 — Golden Satellite Award — номинация в категории «Лучшая мужская роль в фильме» — «Джуд»
- 1997 — Broadcasting Press Guild Award — победитель в номинации «Лучший актёр» — «Our Friends in the North»
- 1997 — BAFTA Television Award — номинация в категории «Лучший актёр» — «Our Friends in the North»
- 2003 — Royal Television Society Award — победитель в номинации «Лучший актёр» — «Flesh and Blood»
- 2004 — BAFTA Television Award — номинация в категории «Лучший актёр» — «The Second Coming»
- 2005 — TV Quick and TV Choice Award — победитель в номинации «Лучший актёр» — «Доктор Кто»
- 2005 — National Television Awards — победитель в номинации «Самый популярный актёр» — «Доктор Кто»
- 2005 — Broadcasting Press Guild Award — номинация в категории «Лучший актёр» — «Доктор Кто»
- 2006 — BAFTA Cymru — номинация в категории «Лучший актёр» — «Доктор Кто»
- 2007 — SyFy Genre Awards — номинации в категориях «Лучший приглашенный актёр» и «Лучший телевизионный актёр» — за роль Клода в телесериале «Герои»